# Manfred Scheuer
Manfred Scheuer (Haibach ob der Donau, 10 agosto 1955) è un vescovo cattolico austriaco, dal 18 novembre 2015 vescovo di Linz e dal 16 giugno 2020 vicepresidente della Conferenza episcopale austriaca.

## Biografia
Nasce a Haibach ob der Donau il 10 agosto 1955; dopo gli studi filosofici e teologici alla Pontificia Università Gregoriana, il 10 ottobre 1980 viene ordinato sacerdote per mano del cardinale Joseph Schröffer. Assistente presso l'Istituto di Teologia dogmatica ed ecumenica dell'Università di Freiburg im Breisgau (dove consegue il dottorato), è anche direttore spirituale del seminario maggiore di Linz e docente di spiritualità. Docente di Teologia dogmatica presso l'alta scuola filosofico-teologica di San Pölten è stato anche professore di Teologia dogmatica presso la facoltà teologica di Treviri.

### Ministero episcopale
Il 21 ottobre 2003 papa Giovanni Paolo II lo nomina vescovo di Innsbruck; la consacrazione episcopale avviene il successivo 10 dicembre per mano dell'arcivescovo Alois Kothgasser, co-consacranti i vescovi Maximilian Aichern e Reinhold Stecher.
Il 18 novembre 2015 papa Francesco lo trasferisce alla sede di Linz.
Il 16 giugno 2020 è eletto vicepresidente della Conferenza episcopale austriaca; succede all'arcivescovo Franz Lackner, eletto presidente del medesimo organismo.

## Genealogia episcopale
La genealogia episcopale è:
- Cardinale Scipione Rebiba
- Cardinale Giulio Antonio Santori
- Cardinale Girolamo Bernerio, O.P.
- Arcivescovo Galeazzo Sanvitale
- Cardinale Ludovico Ludovisi
- Cardinale Luigi Caetani
- Cardinale Ulderico Carpegna
- Cardinale Paluzzo Paluzzi Altieri degli Albertoni
- Papa Benedetto XIII
- Papa Benedetto XIV
- Papa Clemente XIII
- Cardinale Bernardino Giraud
- Cardinale Alessandro Mattei
- Cardinale Pietro Francesco Galleffi
- Cardinale Giacomo Filippo Fransoni
- Cardinale Carlo Sacconi
- Cardinale Edward Henry Howard
- Cardinale Mariano Rampolla del Tindaro
- Cardinale Rafael Merry del Val
- Vescovo Josef Altenweisel
- Vescovo Franz Egger
- Arcivescovo Sigismund Waitz
- Vescovo Paulus Rusch
- Vescovo Reinhold Stecher
- Arcivescovo Alois Kothgasser, S.D.B.
- Vescovo Manfred Scheuer